# Riomfalva

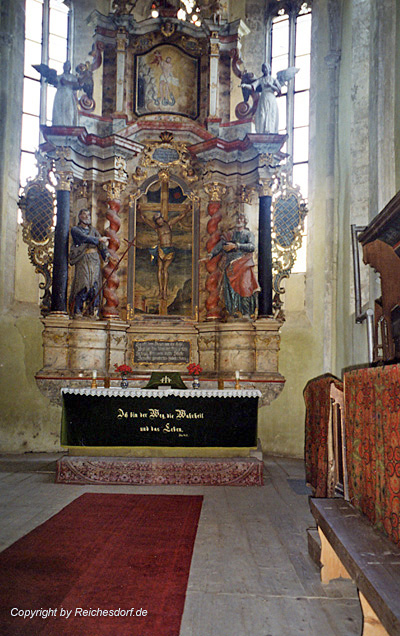
Az evangélikus templom oltára

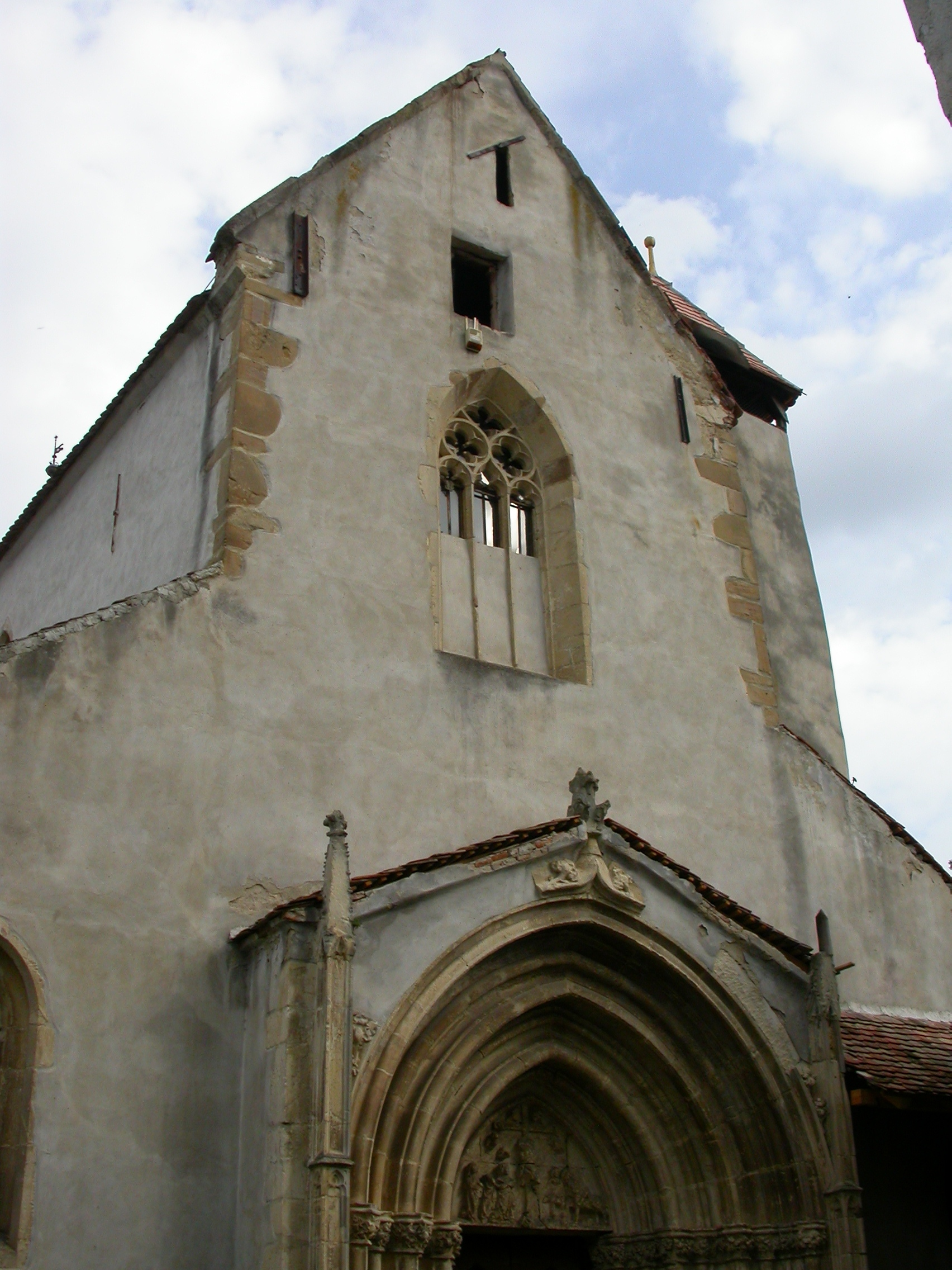

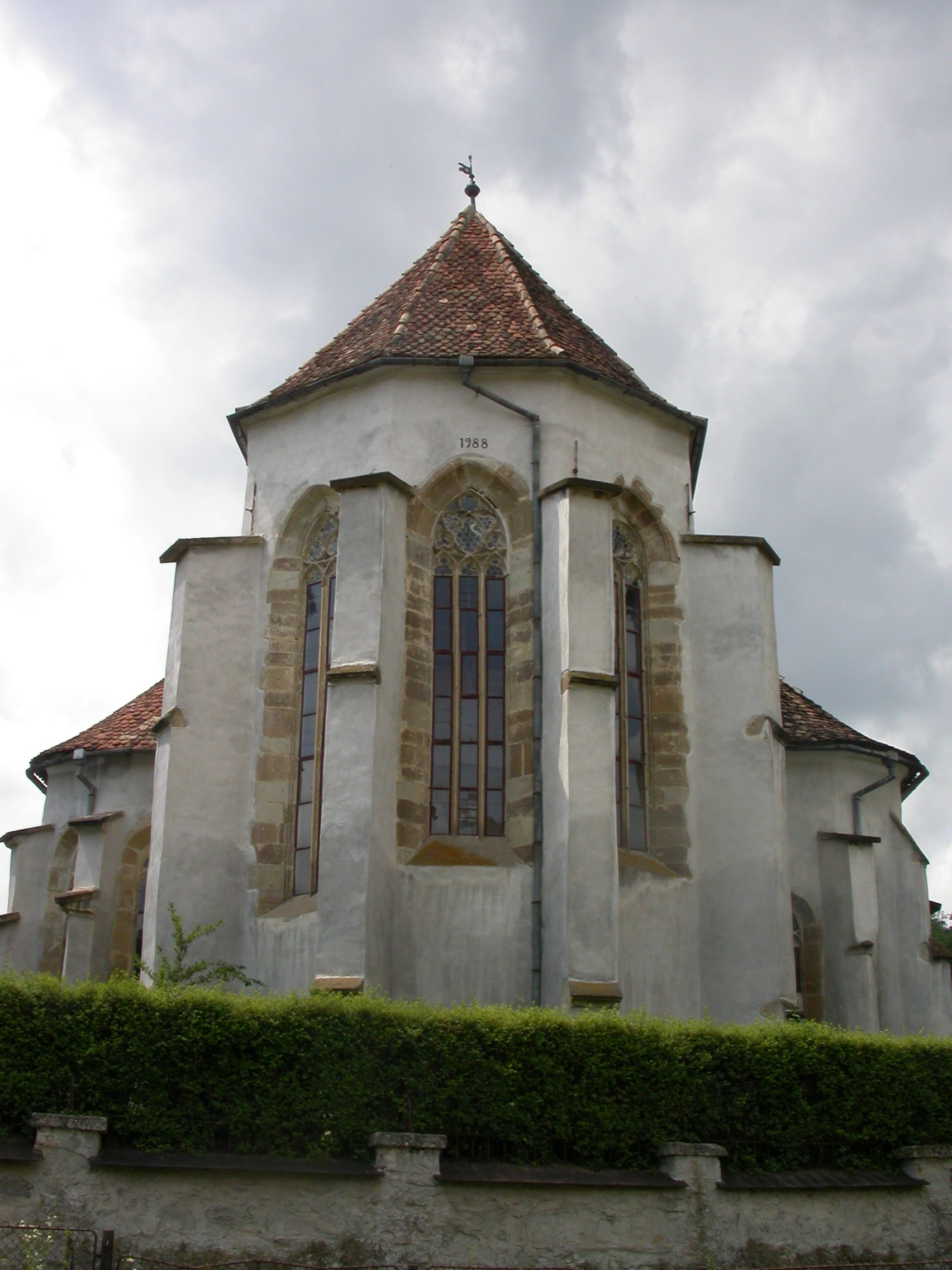

Riomfalva (románul: Richiș, korábban Rechișdorf, németül: Reichesdorf, szászul Reχestref) falu Romániában, Erdélyben, Szeben megyében.

## Fekvése
Medgyestől húsz kilométerre délkeletre, 530–560 méter magas dombok tövében fekszik.

## Nevének eredete
Kiss Lajos szerint nevének előtagja a német Richwin személynévből származik. A helyi szászok hagyománya azonban a 'daru' jelentésű Reiher szóval hozta összefüggésbe, pecsétjén is ez a madár szerepelt. Először 1283-ban, villa Rihuini néven, majd 1289-ben mint villa Richoinii, 1359-ben Villa Richini, 1393-ban Villa Rychuyni, 1429-ben Villa Riquini, 1492-ben Rychenfalwa, 1520-ban Richinium, 1532-ben Rychesdorf, 1733-ban Rekisdorff, 1760–62-ben Reichersdorf alakban jegyezték fel.

## Lakossága
- 1850-ben 1205 lakosából 910 volt német, 213 román és 76 cigány nemzetiségű; 914 evangélikus és 289 ortodox vallású.
- 2002-ben 792 lakosából 563 volt román, 145 cigány, 63 magyar és 21 német nemzetiségű; 691 ortodox, 56 református és 15 evangélikus vallású.

## Története
Medgyesszéki szász szabadfalu, később mezőváros volt. Bortermelése miatt gazdag településnek számított. Plébánosai közül Blasius Petri 1489-ben a bécsi egyetemen tanult, az ugyanott magiszteri címet szerzett Martin Huet 1529-ben a nagyszebeni városi plébániáról érkezett a településre, Mathias Glatz (1557–73) pedig Johannes Honterus közeli munkatársa volt. Iskolája már 1516-ban is működött, első ismert iskolamestere 1560 és 62 között a nagyszebeni Georg Melas volt. 1549 és 1590 között 24 riomfalvi tanult a brassói gimnáziumban, ezzel az erdélyi települések közül a hatodik helyen állt, megelőzve Segesvárt. A riomfalvi Daniel Urdesius 1586-ban az odera-frankfurti egyetemen tanult.
1532-ben 152 gazdát számoltak össze benne. 1555-ben I. Ferdinándtól vásártartási és bíráskodási jogot kapott. Ettől kezdve a 19. századig oppidumként említették, sokadalmait Simon és Júda napján tartották. 1578-ban már céhei működtek, 1593-ban külön is megemlékeznek az itteni vargacéhről. 1600-ban a seregeknek esett áldozatul, 1702-ben nagy része leégett, majd 1704-ben a kurucok rabolták ki. 1690-ben mindössze 43 lakott házat írtak benne össze.
1876-ban Nagy-Küküllő vármegyéhez csatolták. A község 1870-ben ötvenezer koronáért megvásárolta a Bethlen család szászzalatnai birtokát. Határát 1883–84-ben tagosították. Lakosságából 1900-ban 119 férfi és 10 nő tartózkodott az Egyesült Államokban. 4500 holdas határának 1935-ben 38%-a volt szántó, 23%-a erdő és 10%-a szőlő. 1945-ben 85 riomfalvi szász nőt és 36 férfit deportáltak a Szovjetunióba, közülük tizennégyen nem élték túl a négy évnyi kényszermunkát. Szász lakossága a 20. század végén elhagyta.

## Látnivalók
- Evangélikus erődtemploma a Retterberg nyúlványán 1350 és 1451 között, késő gótikus stílusban, két mellék- és kereszthajós bazilikaként épült, a nagyszebeni püspöki templom mintájára. Korabeli kőfaragások láthatók a 25 zárókövön, a szentségfülke keretén és a nyugati kapuzat timpanonján. Sekrestyeajtaja 1516-ban készült, rajta a település címere látható, a szájában halat tartó daruval. Az 1600-as tűzvész után kórusát 1634-re újraépítették. Rokokó oltára Johann Folbarth segesvári mester műve 1775-ből. 1500 körül erődítették – három védőtoronnyal ellátott egyszeres védőfallal vették körül és elbontották a kereszthajót. A tornyok közül ma kettő áll. Az egyiket 1861-ben kilenc és fél méterrel megmagasították, és így harangtoronnyá alakították át. Várfalának anyagából 1890-ben iskolát, 1910-ben báltermet építettek. A megmaradt falszakasz két méter magasan áll. A délkeleti tornyot részben beépítették az eredeti formájában 1622 előtt épült evangélikus parókiába, amelyet 1922-ben átalakítottak.

## Híres emberek
- Itt élt mint a község jegyzője és itt is halt meg 1903-ban Georg Meyndt nyelvjárási költő.